# Дороговкази
Дороговкази (англ. Roadmarks) — фентезі роман Роджера Желязни 1979 року. В 2023 році роман виданий українською видавництвом «Навчальна книга — Богдан».

## Сюжет
Існує Дорога, яка дозволяє подорожувати в часі і його відгалуженнями, що з'являються в результаті змін часу. Подорожувати дорогою можуть люди особливої крові. Вони можуть подорожувати в часи динозаврів і в далеке майбутнє. Ред Доракін давно подорожує дорогою. Він заробив статки перевозячи речі з різних часових відрізків. Зараз він шукає особливе місце, своє минуле, звідки він походить. В цей час його давній партнер наймає десятьох вбивць вбити його. Доракіну вдається уникнути замахів, кожен з яких доволі особливий і здійснюється особливими вбивцями. В цей час Дорогу відкриває для себе його син Ренді, який з допомогою спеціалізованого комп'ютера, залишеного його батьком, починає пошук свого батька. В хаосі подій відкривається правда про походження самого Реда Доракіна.

## Адаптація
В лютому 2021 оголошено, що Джордж Мартін та Калінда Вазкуз розробляють ТВ адаптацю роману для HBO. 